# Sphenia luticola
Sphenia luticola är en musselart som först beskrevs av Achille Valenciennes 1846.  Sphenia luticola ingår i släktet Sphenia och familjen sandmusslor. Inga underarter finns listade i Catalogue of Life.